# Bourg-de-Péage
Bourg-de-Péage er en commune (da: kommune) i Drôme départementet i det sydøstlige Frankrig. Kommunen afgrænses mod nord af Isère-floden kort før denne udmunder i Rhône-floden ved Drôme-departementets hovedby Valance. Indbyggerne kaldes for Péageois.
Bourg-de-Péage betyder på dansk noget i retning af Toldafgifts-byen
I slutningen af 1880-tallet havde den franske hattefirma Mossant omkring 1.200 ansatte i Bourg-de-Péage.
Under Tour de France 2010, var Bourg-de-Péage startby for den 210,5 km lange 12. etape med mål i Mende.

## Venskabsbyer
Bourg-de-Péage er venskabsby med:
- Verbania
- Sant Feliu de Guíxols
- East Grinstead
- Mindelheim
- Schwaz